# Orchomenopsis holmesis
Orchomenopsis holmesis is een vlokreeftensoort uit de familie van de Lysianassidae. De wetenschappelijke naam van de soort is voor het eerst geldig gepubliceerd in 1963 door Hurley.